# 鈴木清一 (実業家)
鈴木 清一（すずき せいいち、1911年(明治44年) - 1980年(昭和55年)8月22日）は、日本の実業家。ダスキンの創業者。金光教、一燈園の熱心な信者としても知られた。愛知県碧海郡大浜町（現在の碧南市）生まれ。

## 人物・経歴
東京・中央商業学校(中央学院大学の前身)を卒業後、川原商店に入社。肋膜を患い養母の愛情に救われてからその影響で金光教に入信。1938年、一燈園に身を投じ托鉢求道の生活に入る。1944年大阪市でワックス製造問屋ケントクを創業。1958年、総合ビル・施設サービス会社であるケントクの前身となるケントク新生舎を創立。1963年ダスキン創業。以降、ミスタードーナツの展開など、画期的なフランチャイズ展開企業として業務を拡大した。1980年、68歳で死去。墓所は碧南市海徳寺にある。

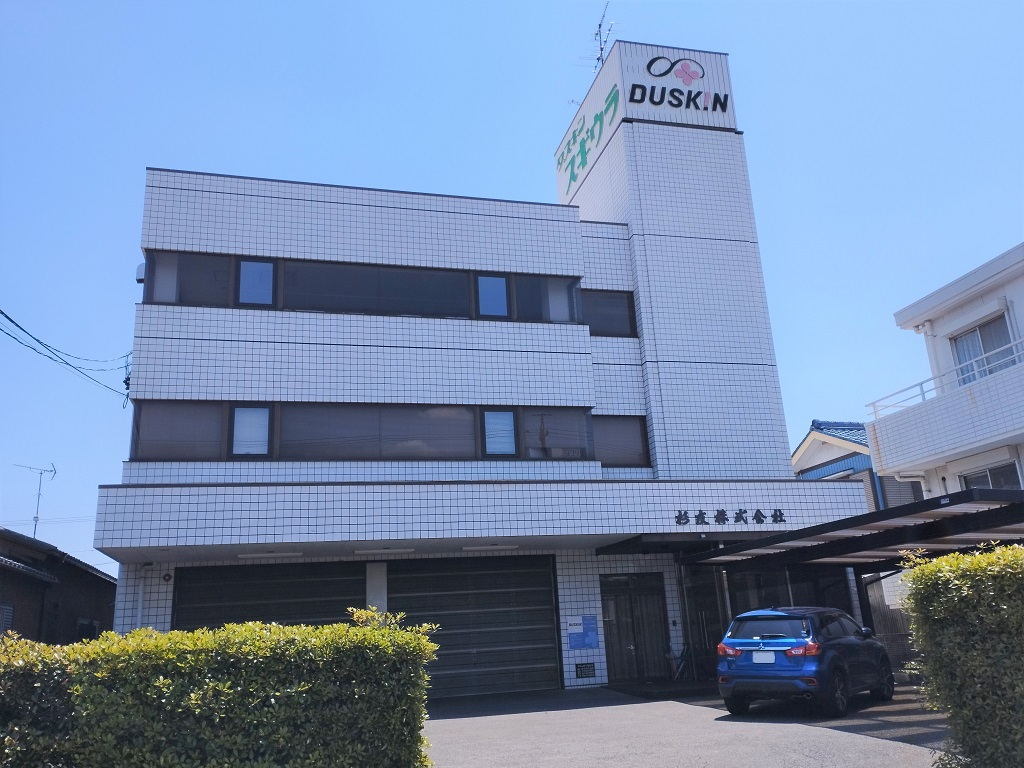
ダスキン スギウラ （愛知県碧南市）